# Yuan Muzhi

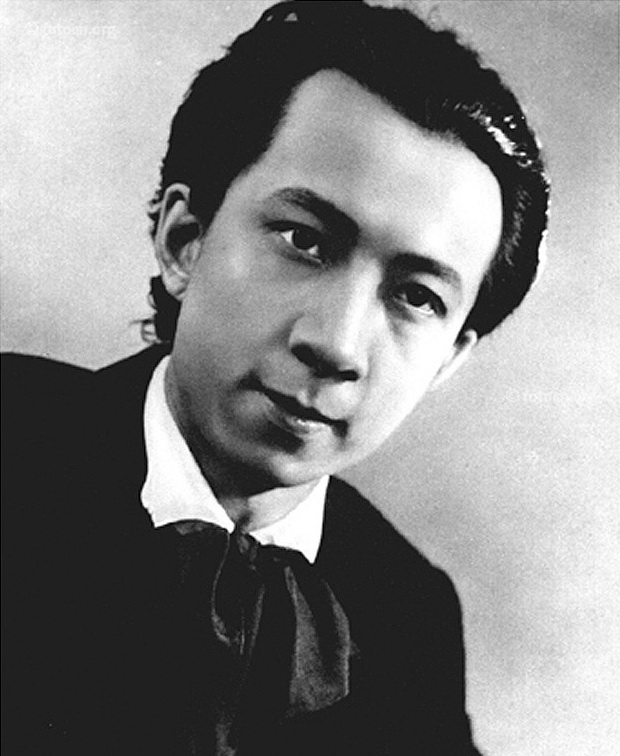
Yuan Muzhi (1936)

Yuan Muzhi (chinesisch 袁牧之, Pinyin Yuán Mùzhī, eigentlich Yuan Jialai – 袁家萊 / 袁家莱,  Yuán Jiālái; * 3. März 1909 in Ningbo, Zhejiang; † 30. Januar 1978 in Peking) war ein chinesischer Schauspieler, Drehbuchautor und Filmregisseur.
Noch während seiner Schulzeit kam Yuan mit dem Theater in Berührung. Als College-Schüler spielte er bereits auf der Bühne die Hauptrolle in Tschechows Onkel Wanja. Ab 1930 war in linken Theatergruppen tätig. 1934 ging er zur linksaktivistischen Filmgesellschaft Diantong, wo er im selben Jahr in Ying Yunweis Film Taoli Jie (Plunder of Peach and Plum) auftrat, für den er auch das Drehbuch geschrieben hatte. Der Film ist sozialkritisch und handelt von den Arbeitsmarktbedingungen der 1930er Jahre in China. 1935 hatte Yuan Muzhi sein Regiedebüt mit Dushi fengguang (Cityscape), einem Musical. Ein weiterer wichtiger Film Yuans bei Diantong wurde Fengyun ernü (Sons and Daughters in a Time of Storm) (1935), in dem er einer der beiden Sänger des Filmsongs Marsch der Freiwilligen ist, der später zur Nationalhymne der Volksrepublik China wurde.
Nachdem Diantong auf staatliche Intervention wegen ihrer linken Ausrichtung geschlossen worden war, fand Yuan 1936 eine Anstellung bei Mingxing. Nach einem weiteren Film als Darsteller unter der Regie von Ying Yunwei schuf Yuan Muzhi 1937 den Klassiker des chinesischen Films Malu tianshi (馬路天使 / 马路天使, englisch Street Angels); er schrieb das Drehbuch und führte Regie. Die Hauptrollen in dem heute als einer der besten Filme der Filmemacher der „zweiten Generation“ geltenden Film spielten die Sängerin Zhou Xuan und Zhao Dan. Während des japanisch-chinesischen Kriegs ging Yuan Muzhi mit anderen Filmschaffenden nach Yan’an und setzte seine linke Theaterarbeit fort.
1940 wurde er Mitglied der kommunistischen Partei. Unter seiner Führung entstand 1946 in Umwandlung der Manchurian Motion Pictures das Dongbei Filmstudio in der Mandschurei. Nach 1949 wurde Yuan Muzhi Chefregisseur des Filmbüros im Kulturministerium.
Yuan war Delegierter des ersten Nationalen Volkskongress und der dritten Politische Konsultativkonferenz des chinesischen Volkes.